# عفونت مفصلی

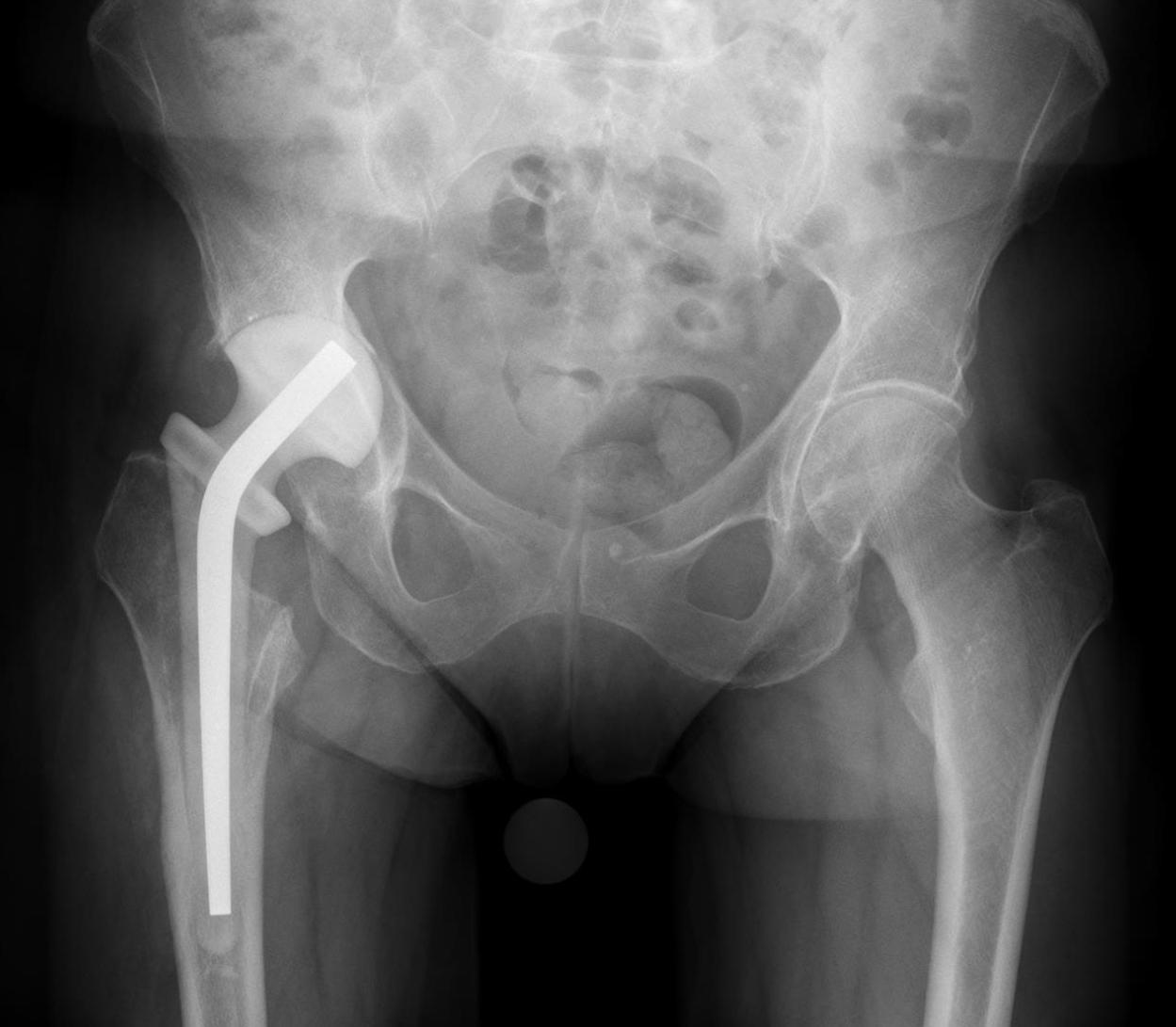
عفونت مفصلی

 عفونت مفصلی  یا آرتریت سپتیک به عفونت باکتریایی مفصل گفته می‌شود. البته به ندرت ممکن است مایکوباکتریوم، ویروس یا قارچ عامل عفونت مفصل باشد.

## علت‌شناسی
این بیماری توسط عواملی همچون استافیلوکک اورئوس، نیسریا گونوره، استرپتوکوک و هموفیلوس آنفلوآنزا ایجاد می‌شود. بیشترین راه ورود باکتری به مفصل از راه خون است ولی انتقال در پی آسیبهای مفصلی هم دیده می‌شود.

## عوامل خطر
عواملی همچون سن بالا، ابتلا به بیماری‌هایی همچون دیابت، روماتیسم مفصلی، جراحی روی مفصل، عفونت پوست، اعتیاد تزریقی مواد، الکلیسم، پروتز مفصلی احتمال بروز این بیماری را افزایش می‌دهند.

## علایم بالینی
چ
ناتوانی در تحمل وزن، درد مفصلی در حرکت فعال و غیرفعال، گرما و قرمزی مفصل، تورم و تب از علایم این بیماری است.

## تشخیص
در آزمایش خون این بیماران افزایش عوامل التهابی همچون سی آر پی و ای اس آر مشهود است. تشخیص این بیماری نیازمند کشیدن آب مفصل و آزمایش آن است که در آزمایش آن افزایش سلولهای سفید خون با نسبت بالای نورتروفیل‌ها، افت قند نسبت به خون، افزایش پروتیین دیده می‌شود. همچنین باکتری عامل بیماری را می‌توان در مایع مفصلی شناسایی کرد.

## درمان
درمان با آنتی‌بیوتیک ترجیحاً داخل وریدی به صورت تجربی شروع و بعد مشخص شدن نتیجه مایع مفصلی بسته به نوع عامل بیماری تنظیم می‌شود.